# Marcello Caetano
Marcello José das Neves Alves Caetano (Lisbona, 17 agosto 1906 – Rio de Janeiro, 26 ottobre 1980) è stato un politico portoghese, dittatore del Portogallo dal 1968 al 1974.

## Biografia

### Gli inizi della carriera politica e accademica
Conseguita dapprima la licenza e poi il dottorato in legge, divenne professore presso la facoltà di giurisprudenza dell'Università di Lisbona, e successivamente rettore della stessa.
Mosse i suoi primi passi nella politica come direttore della rivista ultraconservatrice e reazionaria Ordem Nova che diresse nel biennio 1926-1927 (il periodico in copertina si definiva "antimoderno, antiliberale, antidemocratico, antiborghese e antibolscevico" e "controrivoluzionario, reazionario, cattolico[...], monarchico, intollerante e intransigente[...]").
Caetano entrò a far parte del partito di António de Oliveira Salazar che nel 1932 divenne capo del governo e divenne ben presto una figura di spicco dell'Estado Novo. Nel 1940 fu nominato capo dell'organizzazione giovanile portoghese Mocidade Portuguesa ispirata all'Opera nazionale Balilla italiana.

### Ministro
Tra il 1944 e il 1947 ricoprì la carica di ministro delle Colonie mentre dal 1947 fu presidente del Comitato esecutivo del Sindacato Nazionale. Servì come presidente della Camera corporativa dal 1949 al 1955.
Dal 1955 al 1958 in qualità di ministro presso la Presidenza del Consiglio dei ministri, divenne l'uomo di governo più importante dopo Salazar. Tornato alla carriera accademica in qualità di IX rettore dell'Università di Lisbona, mantenne formalmente importanti funzioni politiche, come presidente esecutivo del Sindacato nazionale. La crisi universitaria del 1962 che sfociò in una violenta sommossa studentesca nel campus dell'Università di Lisbona , portò a durissimi scontri con la Polizia che condussero Caetano alle dimissioni.

### Presidente del Consiglio dell'Estado Novo
Nell'agosto del 1968, Salazar venne improvvisamente colpito da un ictus, e dopo 36 anni come Primo ministro dell'Estado Novo, fu destituito dal potere. Il Presidente della Repubblica Américo Thomaz, dopo aver valutato una serie di scelte, nominò Marcello Caetano nuovo Presidente del Consiglio il 27 settembre 1968.
Caetano favorì la crescita economica ed apportò piccoli miglioramenti sociali, come la concessione di una pensione mensile ai lavoratori rurali. Altri investimenti su larga scala vennero attuati a livello nazionale, come la costruzione di un importante centro di raffinazione del petrolio a Sines. L'economia nazionale reagì inizialmente in maniera positiva agli interventi governativi, ma la forte inflazione (a partire dal 1970) e la crisi petrolifera del 1973 crearono gravi danni all'economia statale.
Sul fronte politico Caetano sciolse la temuta polizia segreta PIDE trasformandola nella DGS (Direcção Geral de Segurança, Direzione generale della sicurezza). 
Caetano convertì poi il partito unico salazarista União Nacional in Acção Nacional Popular (Azione Nazionale Popolare). Ci fu un'apertura di facciata all'opposizione che, sebbene formalmente ammessa alle elezioni dal 1969, di fatto non poté vincere mai nessun seggio.
Sul piano della politica colonialista, fin dall'inizio del 1960 le province portoghesi in Africa iniziarono una lotta indipendentista ma vennero respinte dall'allora Presidente Salazar attraverso cospicui invii di truppe per combattere i ribelli. Nel 1970, la guerra in Africa stava consumando fino al 40% del bilancio portoghese e non vi era alcun segno di una soluzione politica definitiva. A livello militare, una parte della Guinea Portoghese divenne de facto indipendente dal 1973, nonostante la capitale e le città principali giacessero ancora sotto il controllo portoghese. In Angola e Mozambico, i movimenti di indipendenza furono predominanti nelle zone di campagna dove l'esercito portoghese si era ritirato. Le forze combinate della guerriglia come i gruppi MPLA, l'UNITA, e il FNLA in Angola, o il PAIGC in Guinea-Bissau e Capo Verde e il FRELIMO in Mozambico, continuavano a creare serie difficoltà alle Forze Armate portoghesi demotivate e risentite, inducendo il dubbio e la dissidenza nei confronti del regime. Durante la guerra, le Nazioni Unite approvarono sanzioni riguardanti il commercio di armi nei confronti del Portogallo e gli USA impedirono l'uso di mezzi NATO per la repressione coloniale, anche se furono costretti a ritirare il loro appoggio ai movimenti di liberazione di fronte alla minaccia portoghese di abbandonare l'organizzazione.
Crisi economica, scontento nelle forze armate a causa della lunga e improduttiva guerra coloniale, l'isolamento politico ed economico portarono alla nascita, in seno all'esercito, del Movimento das Forças Armadas, un'organizzazione di ufficiali subalterni delle Forze Armate Portoghesi nato all'inizio degli anni settanta e che si pose come obiettivi la pace nelle colonie africane, la decolonizzazione, il cambiamento del sistema economico corporativista, la democratizzazione del paese mediante libere elezioni e l'abolizione degli strumenti di repressione del regime.

### Dimissioni ed esilio
Le nuove leggi militari (decreti legge 353 del 13 luglio 1973 e 409 del 20 agosto) destinate ad entrare in vigore entro l'anno successivo e volte a ridurre le spese militari e di integrare le milizie e gli ufficiali dell'accademia militare nei rami dell'esercito come pari portarono alla dura protesta dei militari, di fronte alla quale Caetano si vide costretto ad offrire le sue dimissioni più di una volta al Presidente Thomaz, tutte puntualmente respinte. Il 25 aprile 1974 i militari, senza ricevere pressoché alcuna resistenza, destituirono definitivamente il governo con la nota "rivoluzione dei garofani".
Caetano si dimise, e venne trasferito all'isola di Madera dove rimase per alcuni giorni, per essere infine esiliato in Brasile dove morì a Rio de Janeiro per un attacco cardiaco nel 1980.